# Maestro della Dormitio di Terni
Il Maestro della Dormitio di Terni (fl. XIV secolo) è stato un pittore italiano attivo nell’Umbria meridionale tra il 1370 e il secondo decennio del XV secolo, esponente della pittura gotica.

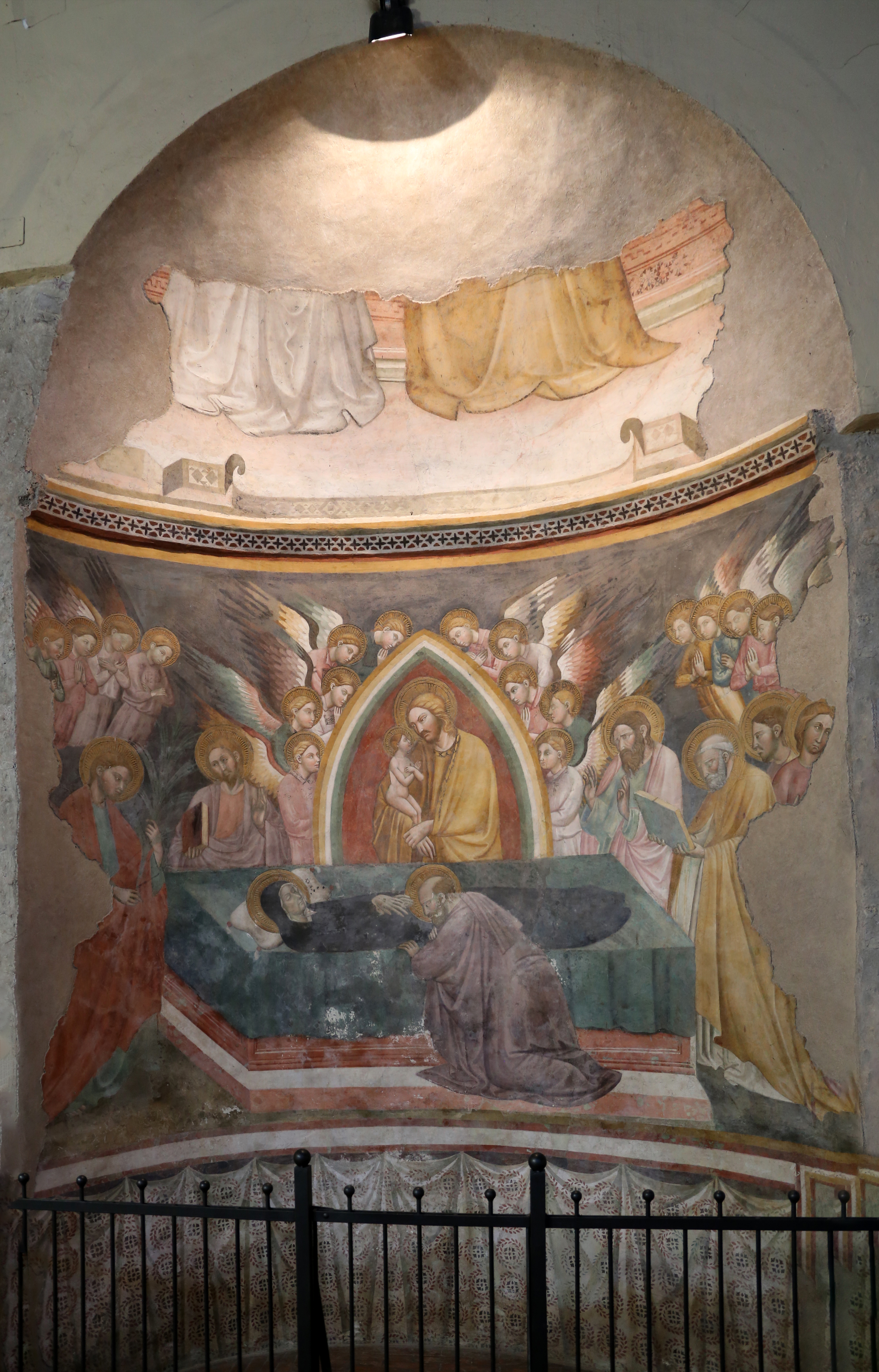
Morte ed incoronazione della Vergine, affresco della Chiesa di San Pietro di Terni

Questo Ars Magister italiano deve il suo nome al monumentale affresco raffigurante la Dormitio Virginis (1) , conservato nella chiesa di San Pietro a Terni.
Alla stessa mano sono da riferire, databili entro gli ultimi due decenni del secolo, la Maestà, affrescata nella chiesa di San Gregorio di Spoleto (opera datata MCCCLX...), due scomparti di polittico ora nella Collezione Lambert, infine il Trittico conservato a Genova nella Raccolta Viezzoli.
Da fonti scritte sappiamo che nel 1412 a Spoleto lo stesso artista autore della Dormitio affrescò la lunetta esterna della chiesa di San Nicolò, una Madonna col bambino tra i santi Agostino e Nicolò.
Costui si chiamava Francesco di Antonio ed era attivo insieme a Cola di Pietro nella decorazione della chiesa di Santa Maria a Vallo di Nera.

## Galleria d'immagini

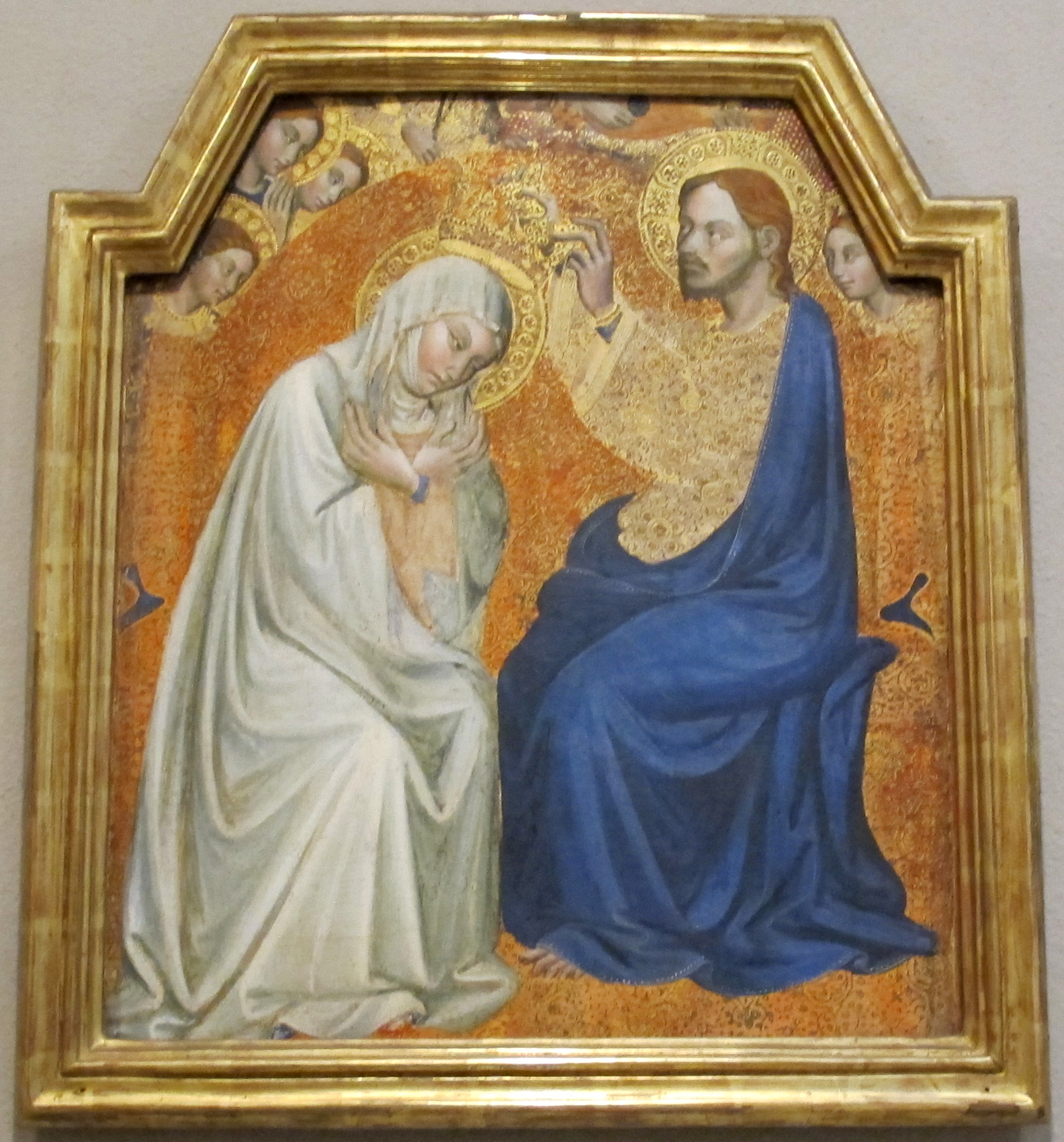
Incoronazione della Vergine, opera conservata al Philadelphia Museum of Art
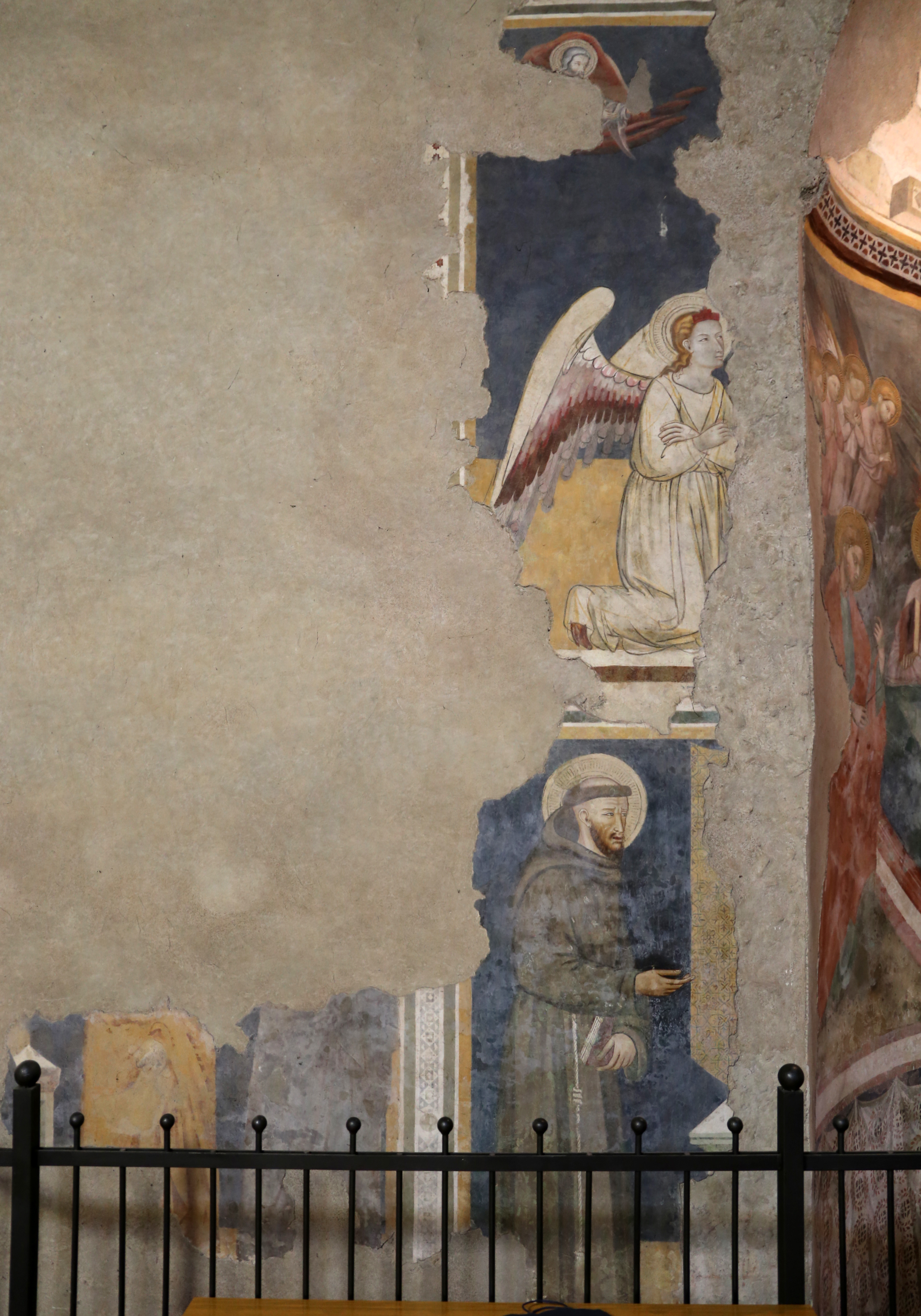
Morte ed incoronazione della Vergine, particolare dell'abside della chiesa di San Pietro di Terni
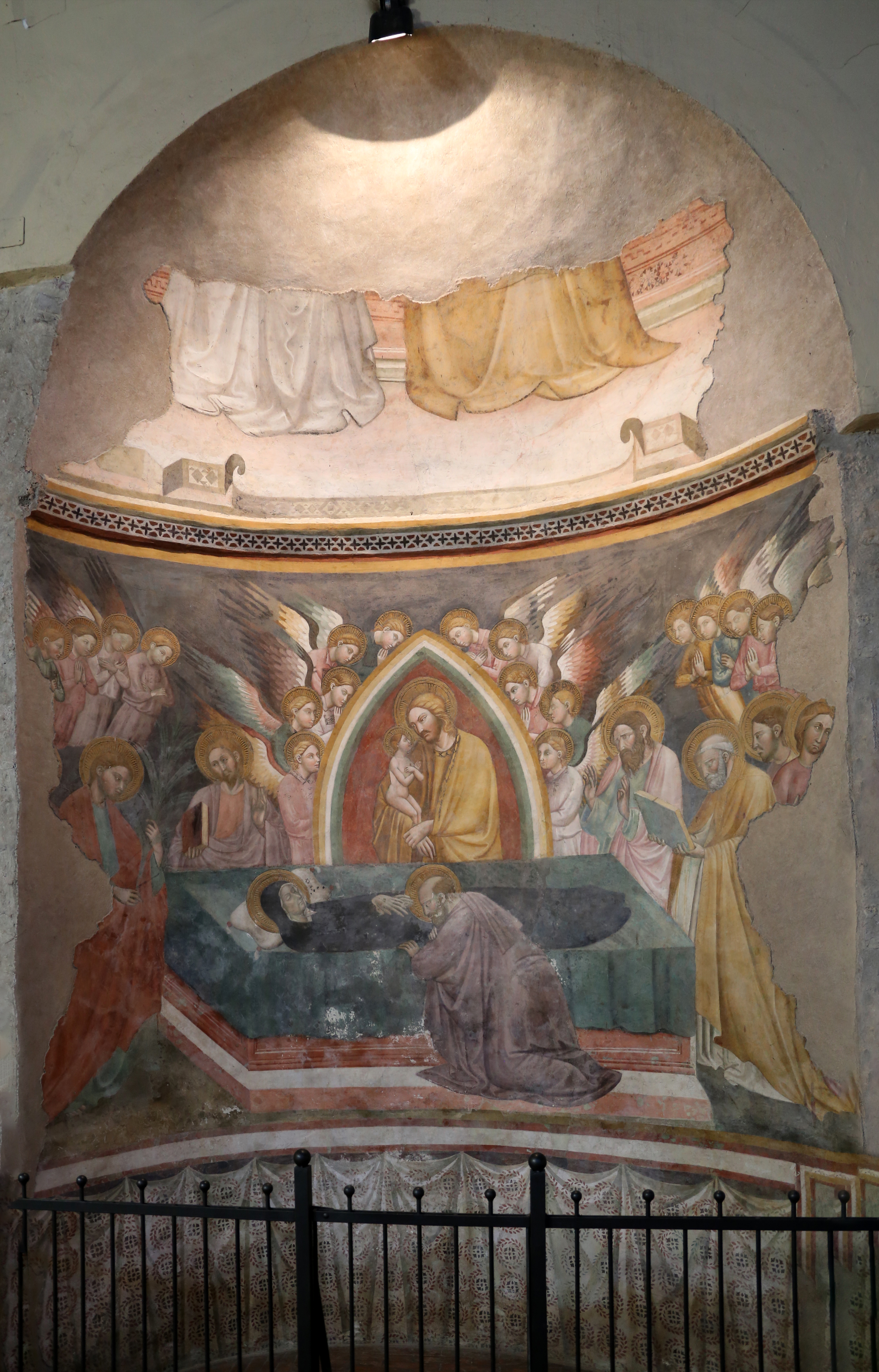
Morte ed incoronazione della Vergine
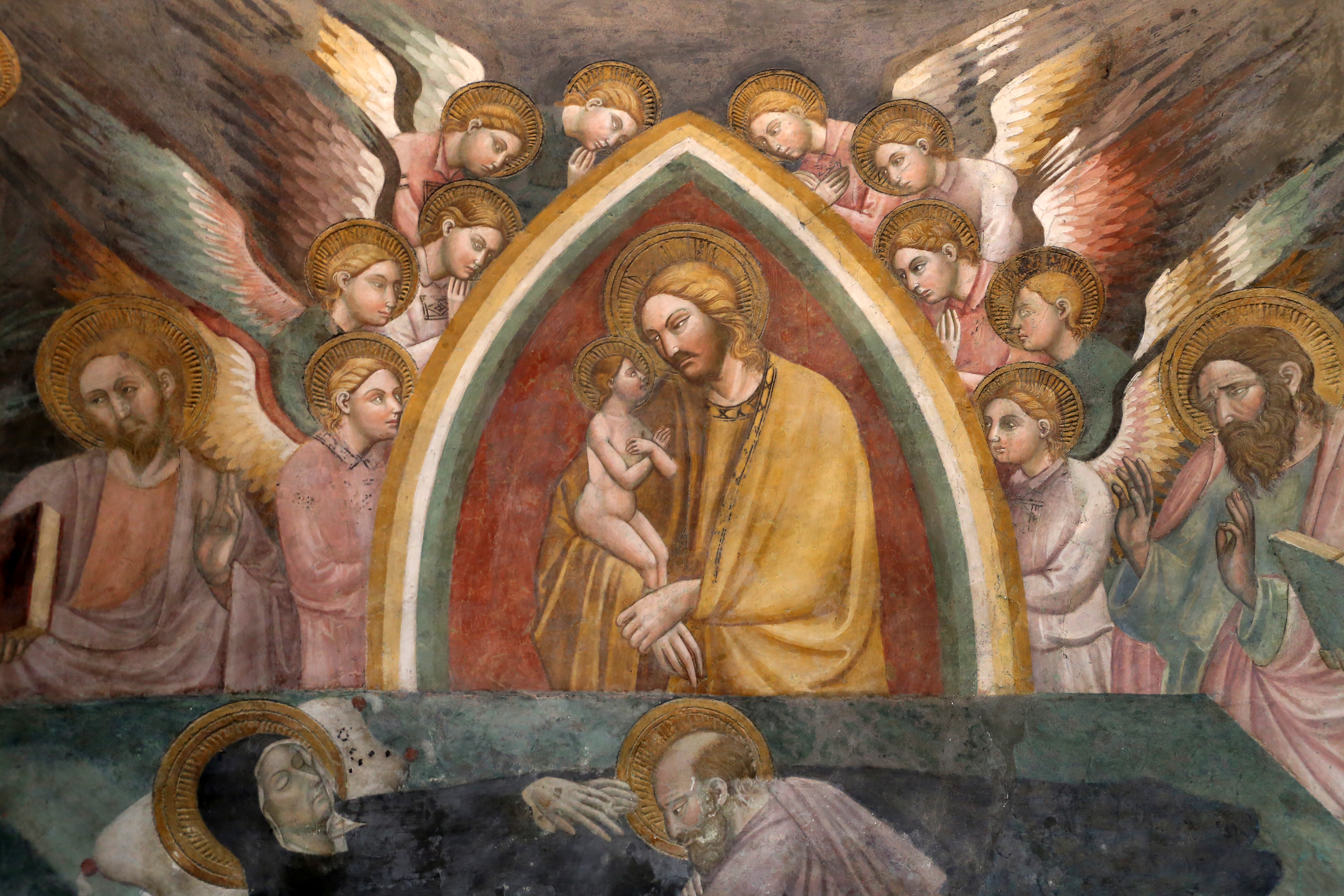
Morte ed incoronazione della Vergine
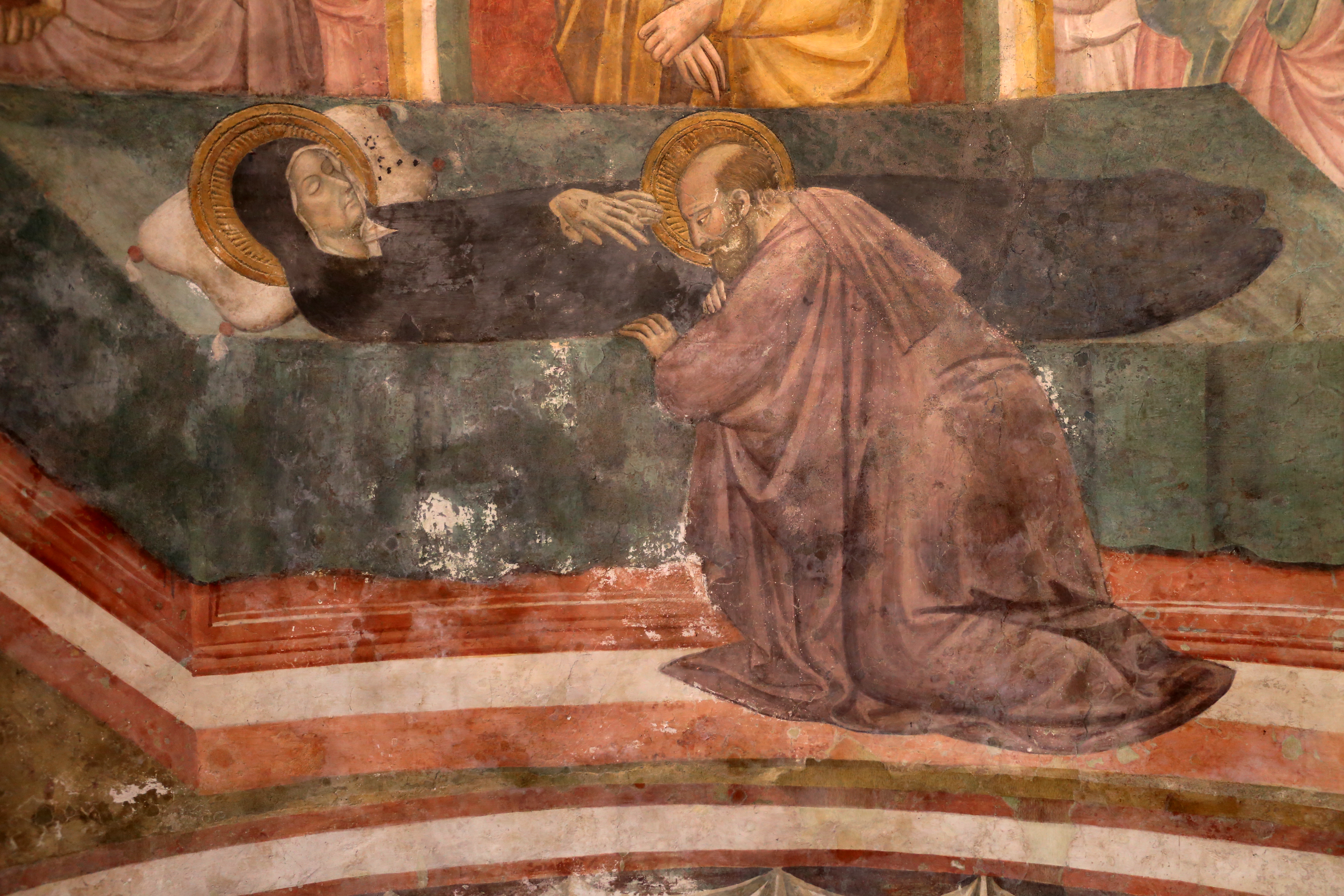
Morte ed incoronazione della Vergine
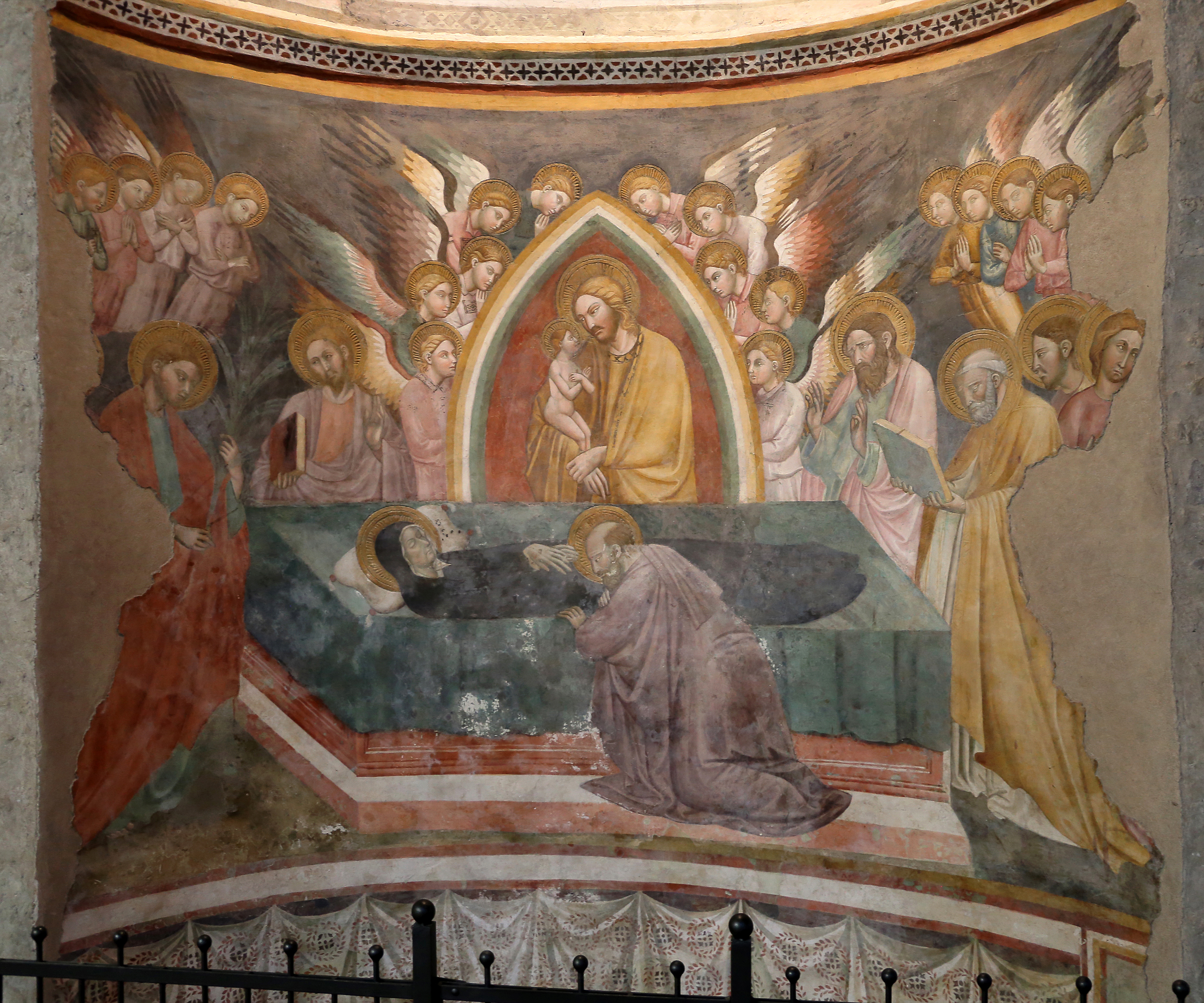
Morte ed incoronazione della Vergine
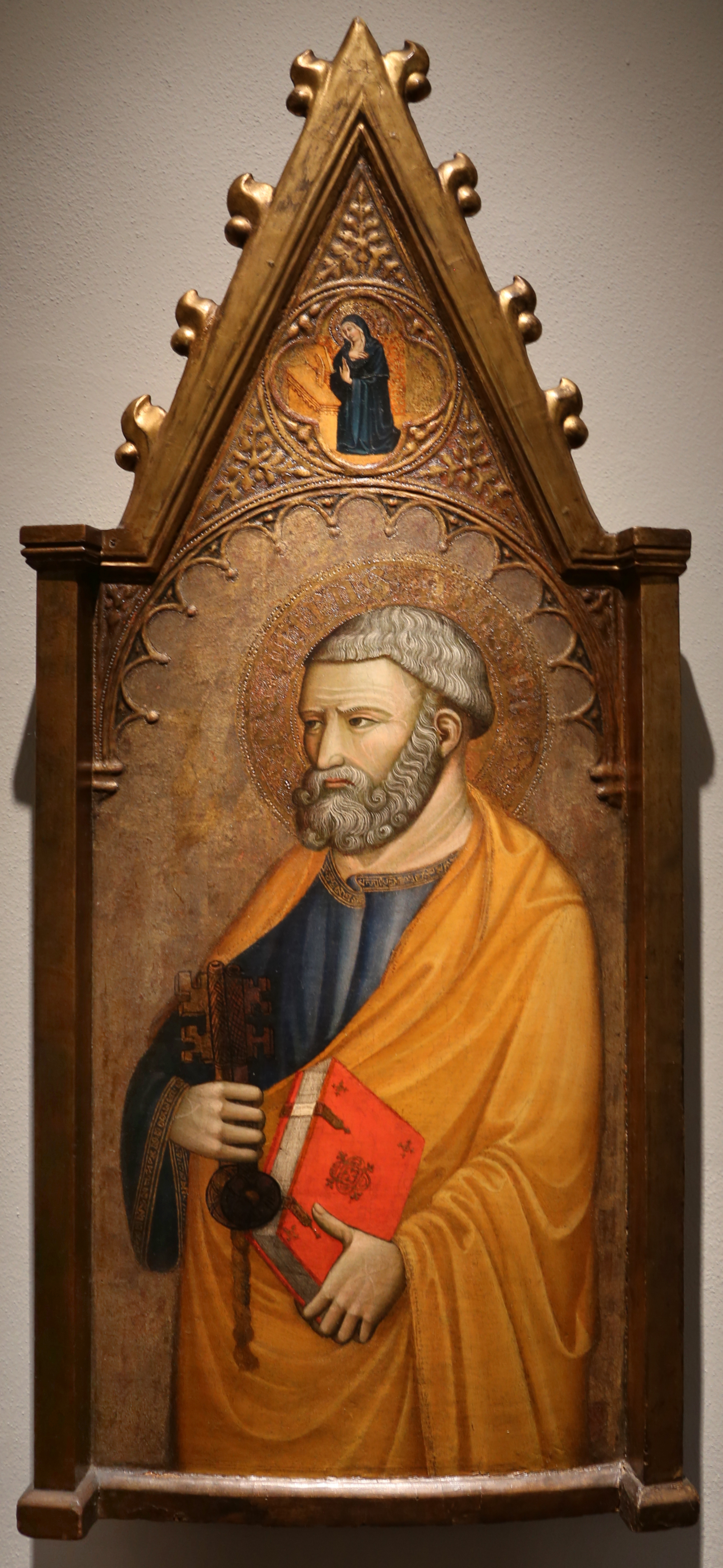
San Pietro con la Vergine annunciata
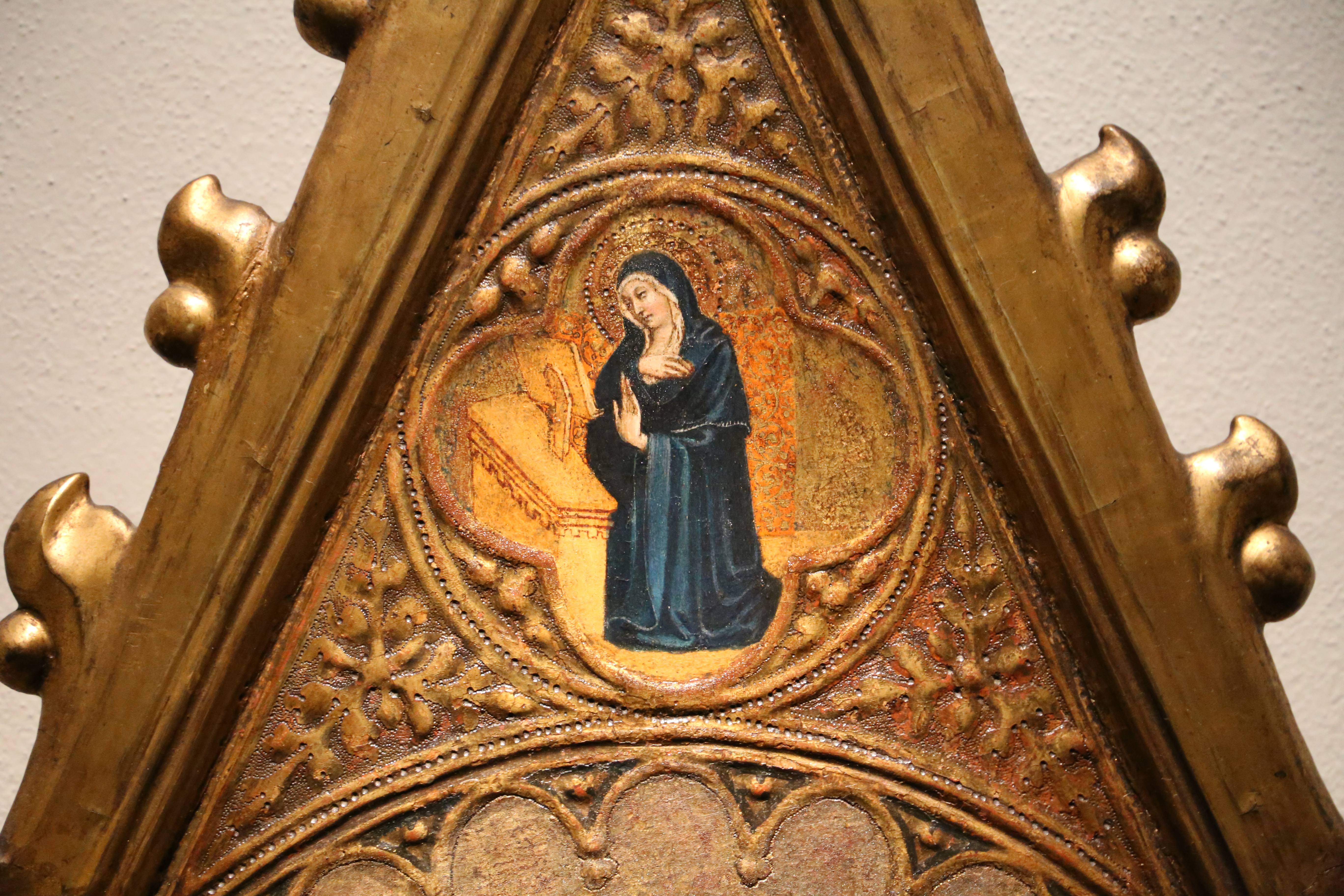
San Pietro con la Vergine annunciata
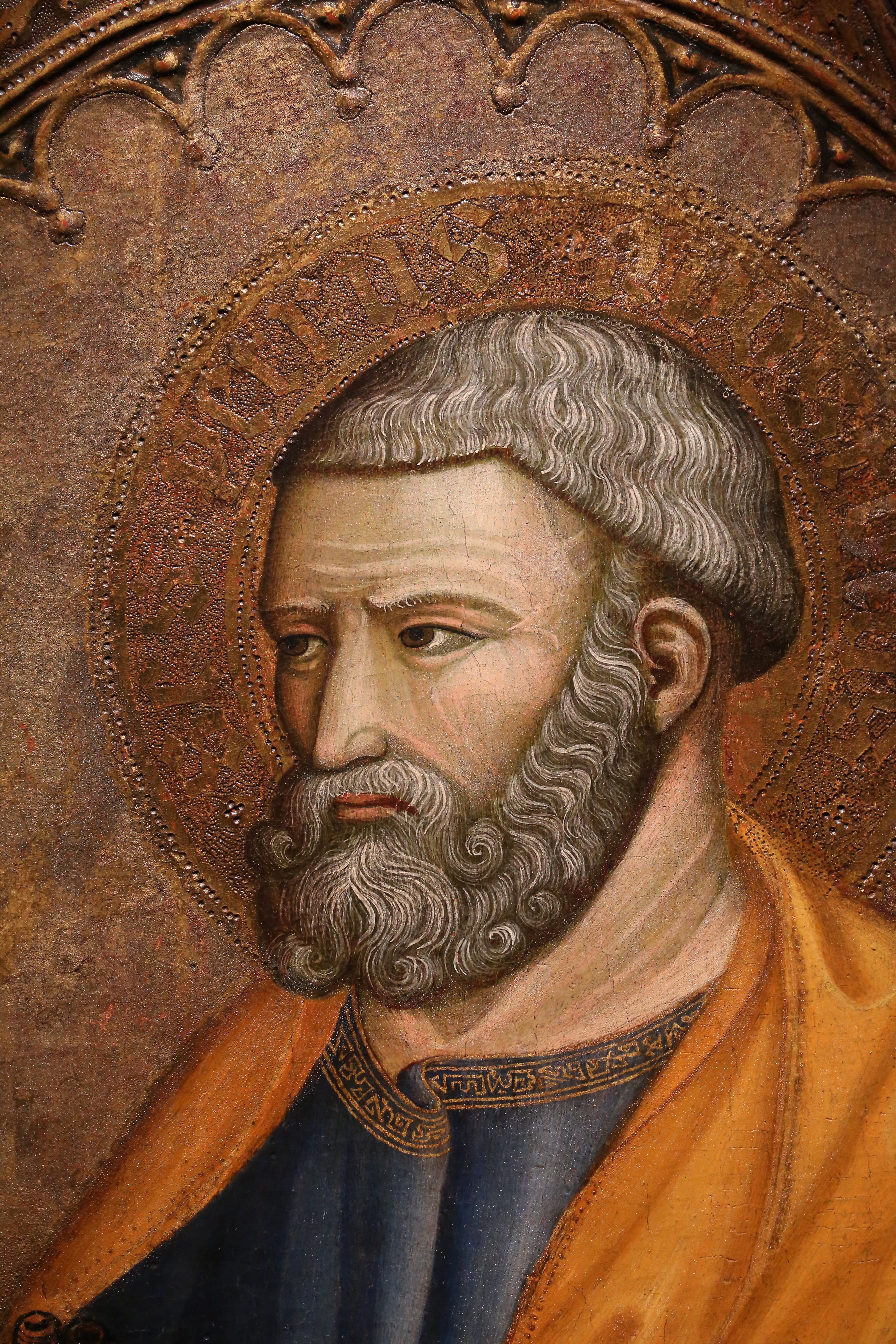
San Pietro con la Vergine annunciata
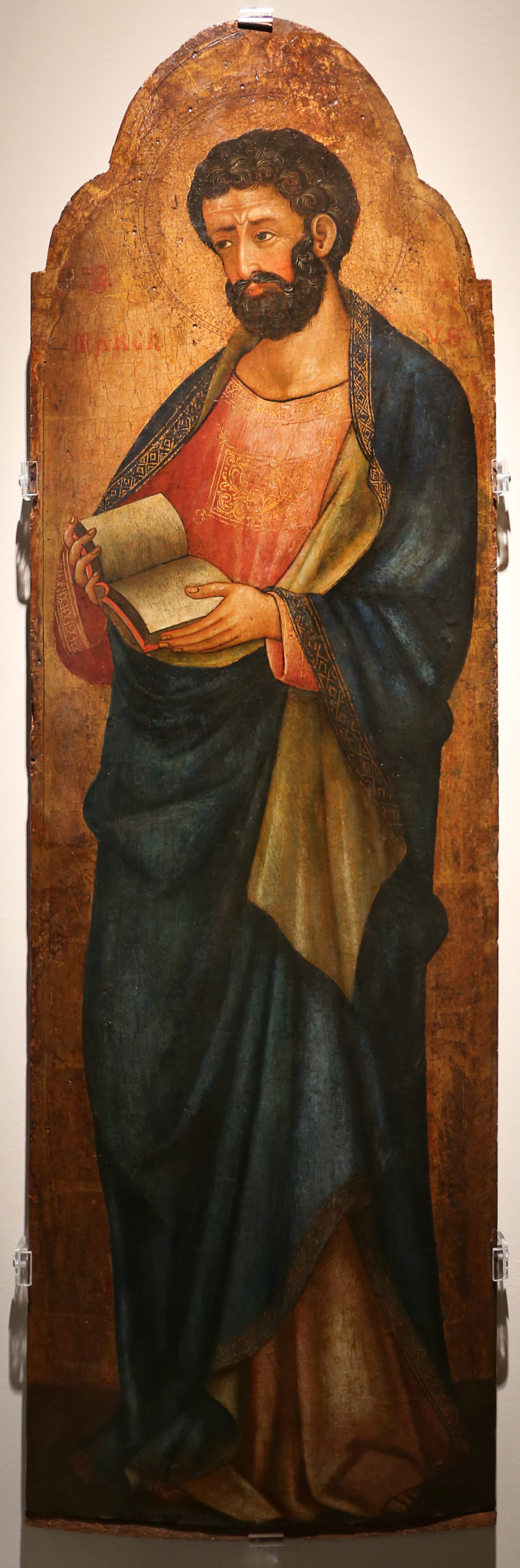
San Marco, opera conservata presso il Museo diocesano di Milano